# Теорема Мендельсона — Далмейджа
Теорема Мендельсона — Далмейджа — утверждение о свойстве паросочетаний в двудольных графах: если для двудольного графа {\displaystyle G=(X,Y,E)} с подмножествами вершин {\displaystyle X_{1}\subseteq X} и {\displaystyle Y_{2}\subseteq Y} существуют паросочетания {\displaystyle M_{1}} и {\displaystyle M_{2}} такие, что {\displaystyle M_{1}} насыщает {\displaystyle X_{1}}, а {\displaystyle M_{2}} насыщает {\displaystyle Y_{2}}, то существует паросочетание {\displaystyle M}, которое насыщает одновременно множества {\displaystyle X_{1}} и {\displaystyle Y_{2}} (паросочетание {\displaystyle M} насыщает подмножество вершин, если для любой вершины в этом подмножестве существует ребро из {\displaystyle M}, которое инцидентно этой вершине).

Паросочетания (красное), (зелёное) и (синее) из утверждения теоремы. Паросочетание насыщает множество (вершины на рисунке пронумерованы сверху вниз). Паросочетание насыщает множество. Паросочетание насыщает оба этих множества.

Доказана Натаном Мендельсоном и Ллойдом Далмейджем в 1958 году. Следствие из теоремы даёт один из алгоритмов построения оптимальной рёберной раскраски двудольного графа (или, что то же самое, разбиения множества рёбер двудольного графа на наименьшее число паросочетаний).

## Следствия
В двудольном графе существует паросочетание, насыщающее все вершины максимальной степени. Действительно, если максимальная степень вершины в двудольном графе равняется {\displaystyle \Delta }, то можно взять в качестве множества {\displaystyle X_{1}} все вершины левой доли со степенью {\displaystyle \Delta }, а в качестве множества {\displaystyle Y_{2}} — все вершины правой доли со степенью {\displaystyle \Delta } (одно из множеств {\displaystyle X_{1}} и {\displaystyle Y_{2}} может быть и пустым); из теоремы Холла следует, что существуют паросочетания {\displaystyle M_{1}} и {\displaystyle M_{2}}, насыщающие множества {\displaystyle X_{1}} и {\displaystyle Y_{2}} соответственно. Значит, по теореме Мендельсона — Далмейджа, существует и паросочетание {\displaystyle M}, насыщающее все вершины степени {\displaystyle \Delta }.
Множество рёбер двудольного графа с максимальной степенью вершины {\displaystyle \Delta } можно разбить на {\displaystyle \Delta } паросочетаний, или, иными словами, для рёберной раскраски этого графа необходимо и достаточно {\displaystyle \Delta } цветов (этот результат впервые получен Кёнигом). Поскольку в графе существует паросочетание, насыщающее все вершины степени {\displaystyle \Delta }, то удаление из графа всех рёбер этого паросочетания даёт граф с максимальной степенью вершин {\displaystyle \Delta -1}; эту процедуру можно повторить до тех пор, пока в графе не останется рёбер.

## Алгоритм и вычислительная сложность
Доказательство теоремы Мендельсона — Далмейджа и следствий из неё фактически является алгоритмом разбиения рёбер двудольного графа на наименьшее число паросочетаний.
Алгоритм выполняет {\displaystyle \Delta } шагов, на каждом нужно построить паросочетания {\displaystyle M_{1}} и {\displaystyle M_{2}} (это можно сделать алгоритмом Хопкрофта — Карпа за время {\displaystyle O(|E|{\sqrt {|V|}})}) и паросочетание {\displaystyle M} (это можно сделать за время {\displaystyle O(|E|)}). Итоговая сложность работы алгоритма — {\displaystyle O(\Delta |E|{\sqrt {|V|}})}.